# Isador Džejkob Gud
Irving Johan Gud (9. decembar 1916 – 5. april 2009) je bio britanski matematičar koji je radio kao kriptolog u Blečli parku sa Alanom Tjuringom. Posle Drugog svetskog rata, Gud je nastavio da radi sa Tjuringom na dizajnu računara i Bajesove statistike na Univerzitetu u Mančesteru. Gud se preselio u Sjedinjene Države gde je bio profesor na Virdžinija Tehu.
On je rođen je kao Isador Džejkob Gudak u poljskoj jevrejskoj porodici u Londonu. Kasnije je svoje ime anglizovao u Irving Džon Gud i potpisivao svoje publikacije „I. J. Gud“.
Začetnik koncepta koji je sada poznat kao „eksplozija inteligencije“, Gud je služio kao konsultant za superkompjutere Stenlija Kjubrika, režisera filma 2001: Odiseja u svemiru iz 1968. godine.

## Život
Gud je rođen kao Isador Džejkob Gudak u porodici poljskih jevrejskih roditelja u Londonu. Njegov otac je bio časovničar, koji je kasnije upravljao i posedovao uspešnu modnu zlataru, a takođe je bio i istaknuti pisac na jidišu koji je pisao pod pseudonimom Moše Oved. Gud se školovao u školi za dečake Haberdašer Ask, u to vreme u Hempstedu u severozapadnom Londonu, gde je, prema Dan van der Vatu, Gud bez napora nadmašio nastavni plan i program matematike.
Gud je studirao matematiku na Isusovom koledžu u Kembridžu, diplomirao je 1938. i osvojio Smitovu nagradu 1940. godine. Istraživao je pod G. H. Hardijem i Abramom Bešikovičem pre nego što se preselio u Blečli park 1941. nakon što je završio doktorat.

## Knjige
- Good, I. J. (1950), Probability and the Weighing of Evidence, London: Griffin, ASIN B0000CHL1R
- Good, Irving John (1965), The estimation of probabilities: An essay on modern Bayesian methods, Research monograph no. 30, M.I.T. Press, ASIN B0006BMRMM
- Good, Irving John (1962), The scientist speculates: An anthology of partly-baked ideas, Heinemann & Basic Books[5]
- Osteyee, David Bridston; Good, Irving John (1974), Information, Weight of Evidence: The Singularity Between Probability Measures and Signal Detection, Springer, ISBN 978-3-540-06726-9
- Good, Irving John (2009) [1983], Good Thinking: The Foundations of Probability and Its Applications, Dover (2009); University of Minnesota Press (1983), ISBN 978-0-486-47438-0; (isbn for 2009 pbk reprint)[6][7]

## Značajne publikacije
- Good, I. J.. “Explicativity, corroboration, and the relative odds of hypotheses.” Synthese 30 (1975): 39-73.[8]

## Literatura
- Dan van der Vat, "Jack Good" (obituary), The Guardian, 29 April 2009, p. 32.
- Hugh Sebag-Montefiore (2000). Enigma: The Battle for the Code. ISBN 978-0-297-84251-4., London, Weidenfeld & Nicolson, 2000, .

## Spoljašnje veze
- Isador Džejkob Gud на веб-сајту MGP (језик: енглески)
- Good's web page at Virginia Tech
- Bibliography ("Shorter Publications List", running to 2300 items) (PDF)
- Biography focusing on Good's role in the history of computing
- Project Euclid An interview with Good can be downloaded from here
- VT Image Base Архивирано на веб-сајту  (13. април 2009) Photographs
- Obituary, Virginia Tech, 6 April 2009
- Obituary, Daily Telegraph, 10 April 2009
- Obituary Архивирано 2009-05-15 на сајту , The Times, 16 April 2009
- Obituary, The Independent, 14 May 2009
- Eulogy Mathematical eulogy (with Maple code) by Doron Zeilberger, 2 December 2009